# Años 1920
Se refiere a años 1920 o años veinte al decenio del siglo XX comprendido entre el 1 de enero de 1920 y el 31 de diciembre de 1929. Esta época también fue conocida como "Los locos años veinte".
Tras el final de la Primera Guerra Mundial, se instituyó la Sociedad de Naciones, que nació con el fin de evitar que un conflicto de esa magnitud volviese a repetirse.
El Imperio ruso se convirtió en la Unión Soviética que, con la ideología marxista de Lenin, fue la primera nación del mundo gobernada por el «proletariado» tras la sangrienta guerra civil rusa.
Estados Unidos prosiguió su rápido desarrollo económico que, sin embargo, se vio perturbado por la Gran depresión de 1929.
Alemania, ahogada por las generosas disposiciones del Tratado de Versalles, tenía su sistema financiero en la crisis más grande que conoció ese siglo, especialmente durante el periodo llamado Alemania de Weimar, mientras trataba de lograr una estabilidad democrática con la República de Weimar de la que Paul von Hindenburg era presidente. La situación en Francia no era mucho mejor, lo que propició el descontento social que se traduciría en una inestabilidad política permanente.
Japón extendía su presencia en Asia: primero se apoderó de Corea y luego se anexionó u ocupó regiones enteras de China. Además el Imperio de Japón se apoderó de las colonias alemanas en el Pacífico.
Las dictaduras también se expandieron por el sur de Europa: Mussolini en Italia, Salazar en Portugal, Miguel Primo de Rivera en España o Alejandro I en Yugoslavia.
Tras su entonces breve aparición como Estados soberanos, Armenia y la República del Ponto (constituida principalmente por griegos pónticos) desaparecieron tras los genocidios promovidos por los llamados jóvenes turcos fundadores con Kemal Atatürk de la actual Turquía, tales genocidios provocados por los musulmanes turcos incluyeron al Genocidio asirio.
Por otra parte en los países occidentales triunfadores de la Primera Guerra Mundial hubo una especie de resurgimiento cultural denominado por su rupturismo con las convenciones del pasado como los años locos y que incidió en la música (se reforzó el influjo del jazz, del tango así como momentáneamente el charlestón y otros ritmos). Por otra parte en la música culta tomó relevancia el dodecafonismo y el atonalismo. Especialmente en los Estados Unidos entre el breve pero intenso periodo que fue de 1923 hasta 1929, mientras en la moda (en la que resaltó la modista francesa Coco Chanel) las mujeres de clase alta o presumiblemente alta usaban para el día faldas cortas hasta rodilla aunque los vestidos de noche tampoco llegaban al suelo en esta década así como el cabello también corto muchas veces mediante el corte de cabello llamado a la garçon (en francés: a lo muchacho), amplios escotes y brazos expuestos al aire libre y cierto liberalismo sexual promovido por los escritos de la antropóloga Margaret Mead entre otros. (Mead estaba influida en gran medida por sus interpretaciones de la teoría psicoanalítica inaugurada décadas antes por Sigmund Freud.) También las mujeres de clase alta y media comenzaron a fumar tabaco en forma de cigarrillos públicamente en los países «occidentales» y occidentalizados. 
La juventud, hasta entonces solo considerada una etapa a pasar, se convierte en un valor apreciado y los varones pretendieron mantener el aspecto juvenil al ponerse de moda entre los jóvenes el afeitarse la barba hasta dejarla completamente rasurada. En arquitectura sobresalieron la arquitectura racionalista derivada de los planteamientos de Oud, Le Corbusier y de los principales maestros del grupo De Stijl (en español castellano se pronuncia De estail) y la Bauhaus (como Mies Van der Rohe o Walter Gropius), tal arquitectura racionalista mantiene su influencia hasta el presente (especialmente a través de la interfase promovida en los años 1960 con el nombre de arquitectura internacional), por otra parte la de los 1920 fue una época en la cual tuvo gran relevancia la muy decorativa arquitectura y decoración denominada precisamente Art Déco.
En pintura y escultura sobresalieron muchas veces dentro de un ambiente bohemio los vanguardismos como (en lo visual casi siempre no figurativos o de un arte figurativo muy distorsionado) el rayonismo, el orfismo, el constructivismo, el cubismo, el suprematismo,  el surrealismo, el neoplasticismo (con Mondrian como principal representante); y en general la pintura abstracta así como el movimiento postexpresionista (que sin embargo pese a sus manifiestos mantenía mucho de expresionismo) caricaturesco y sarcástico llamado nueva objetividad; entre los muchos notorios artistas que surgieron o tuvieron su apogeo en esos años están los españoles Picasso, Dalí, el alsaciano Arp, el alemán Max Ernst, el suizoalemán Paul Klee, los rusos El Lisitski, Lariónov, Tatlin; los italianos Modigliani y Giorgio de Chirico, el japonés Fujita entre muchos otros.
Parte de estos movimientos artísticos tuvieron correlatos en la poesía y la cinematografía (especialmente el surrealismo en poesías como «Amor libre» de André Breton o filmes de gran innovación como Un perro andaluz del español Luis Buñuel, o la alemana de terror Nosferatu, el vampiro dirigida por Murnau o la alemana distópica Metrópolis de Fritz Lang). La estética visual de los años 1920 influyó en todo el siglo XX y su influjo persiste en el siglo XXI. Es singular de esa época la obra aislada de un gran escritor chino cuando China se encontraba sumida en el marasmo de la guerra "civil", la ocupación extranjera y la anarquía (pese a la revolución republicana que en el 1911 encabezó Su Yat Sen) y la peor de las miserias y era observada desde los países autodenominados "civilizados" como un ejemplo de retraso medieval, en esa época aciaga China logra destacar con la obra de Lu Shin (o Lu Xun) (célebre por sus «Memorias de un loco»), mientras que casi coetaneamente el mucho más próspero Japón tiene a uno de los grandes escritores no solo nipones sino universales en el atormentado  Akutagawa quien en su última obra (Los engranajes), hastiado dice como últimas palabras «¿no habrá alguien que me ahorque?», y a mediados de los 1920 muere el genial e igualmente atormentado Franz Kafka, afligido por un mundo de leyes ilegítimas y de consecuentes burocracias laberínticas: su célebre relato llamado «A las puertas de La Ley» se resume del siguiente modo: un pobre sujeto trata de acceder a la Ley pero hay un guardián matón que impide el ingreso, pasan años de intentos y cuando el sujeto que quiere llegar a La Ley está muriendo el guardián le dice un "secreto": «La Ley era para ti pero yo debí impedir que llegaras a ella».
También en esa década el irlandés James Joyce logra publicar su extensa novela Ulises, tal extensa novela narra solo la historia de un día del sujeto principal (no se puede hablar de un protagonista excepto en cuanto la narración es en parte un monólogo interior y sin embargo tiene algunos personajes principales), el «Ulises» de Joyce tiene en gran medida su nombre por la búsqueda de una padre (o un significante de normas) aunque décadas después Lacan (quien ya había sido algo asiduo al mundillo intelectual de los 1920) estudiando a la obra de Joyce (por ejemplo al extenso monólogo del último capítulo sin puntuaciones del Ulises, atribuido a la ficticia Molly Bloom) dirá que Joyce era un prepsicótico estabilizado por el sinthome de su escritura. Sintomáticamente a inicios del siglo XXI el «Ulises» de James Joyce ha sido declarado como la mejor obra literaria en idioma inglés del siglo XX.
Otro hecho destacado de esa década del siglo XX (aunque en 1889 el alemán Paul Nipkow inventó los primeros sistemas efectivos de televisión experimetal) fue la invención del primer sistema práctico de televisión o televisión pública en 1929 debido al escocés John Logie Baird cuyos derechos de uso fueron adquiridos por la BBC.

## Nuevos Estados
- 1921: Proclamación del Estado Libre de Irlanda, que se independizaría del Reino Unido al año siguiente.
- 1923: Proclamación de la República de Turquía.

## Acontecimientos históricos

### 1920
- Estados Unidos: Entrada en vigor de la Ley Seca o Prohibición e instauración del voto femenino.
- La India: Inicio del movimiento no violento de Gandhi en defensa de los derechos humanos.
- Mandato británico sobre Palestina y Transjordania.
- Congreso de Tours.

### 1921
- Adolf Hitler líder del Partido Nacional Socialista.
- Mussolini se convierte en «Duce» en Italia.
- Creación del Partido Comunista Chino.
- Frederick Grant Banting, Charles Herbert Best y John James Rickard Macleod descubren la insulina.

### 1922
- Italia: Marcha fascista de los «Camisas negras» sobre Roma.
- Creación de la Unión Soviética mediante el Tratado de Creación de la URSS.
- Mahatma Gandhi es condenado a 6 años de prisión.
- Egipto se convierte oficialmente en un país independiente a través de la Declaración de 1922, aunque todavía permanece bajo la influencia militar y política del Imperio británico.
- Howard Carter descubre la tumba del faraón Tutankamón en Egipto.

### 1923
- Asesinato de Pancho Villa en Parral, Chihuahua (México).
- Muere Warren Harding, presidente de los Estados Unidos.
- España: Constitución del Directorio Militar de Miguel Primo de Rivera.
- Mustafa Kemal Atatürk, presidente de la República de Turquía.
- El marco alemán pierde todo su valor.
- «Putsch» en Múnich.
- Primer vuelo de un autogiro (Juan de la Cierva) en España.

### 1924
- Fusilan a Felipe Carrillo Puerto, gobernador y líder socialista yucateco.
- Fallece Lenin. Lo sucede Iósif Stalin.
- Instauración de la República de Grecia.
- Italia: Mussolini obtiene plenos poderes tras las elecciones generales.
- Víctor Raúl Haya de la Torre funda el Apra en México.
- Gran Bretaña cuenta por primera vez en su historia con un gobierno laborista.

### 1925
- Paul von Hindenburg es nombrado presidente de la República de Weimar.
- Nacimiento del cuerpo paramilitar alemán: las SS.
- Desembarco de Alhucemas; Final de la guerra del Rif.
- Irán: Fundación de la dinastía Pahlawi por Reza Shah.
- Primera exposición surrealista en París.
- Werner Heisenberg: formación matricial de la mecánica cuántica.

### 1926
- Hirohito es coronado emperador de Japón.
- En Nicaragua, comienza la «era sandinista».
- John Logie Baird: primera demostración de televisión en color.
- Robert Goddard: primer lanzamientode un cohete de combustible líquido.
- Eugène Freyssinet: el hormigón armado.

### 1927
- Charles Lindbergh: Primer vuelo sobre el océano Atlántico sin escalas.
- Werner Heisenberg: Las relaciones de incertidumbre en mecánica cuántica.
- Se funda la Academia de Artes y Ciencias Cinematográficas.
- The Jazz Singer, primera película sonora.

### 1928
- Asesinan al presidente electo de México; Álvaro Obregón.
- Pacto pacifísta Briand-Kellogg.
- Primer Plan Quinquenal en la Unión Soviética (URSS).
- Ocurre el trágico suceso de la Masacre de las Bananeras en Ciénaga, Magdalena (Colombia). Fueron asesinados más de mil trabajadores.
- Fundación de los CIAM (Congresos Internacionales de Arquitectura Moderna) con Le Corbusier.
- Alexander Fleming descubre la penicilina.

### 1929
- Italia y el Vaticano firman los Acuerdos de Letrán.
- Matanza de San Valentín contra una banda rival, iniciada por Al Capone.
- Se realiza la primera entrega de los Premios de la Academia.
- Caída de la Bolsa de Nueva York el Jueves Negro (Crack del 29); Gran Depresión en los Estados Unidos.
- Edwin Hubble: descubrimiento de la recesión de las galaxias.
- Fundación del Museo de Arte Moderno de Nueva York.
- Inauguración del Monte Rushmore (Dakota del Sur).
- Ser y tiempo de Martin Heidegger.

## Otros acontecimientos en todo el mundo

### 1920
- Inicio del movimiento Dadá en París, después en Nueva York.

### 1921
- El presidente del Gobierno español Eduardo Dato es asesinado.
- El emir hachemí Fáysal, primer rey de Irak.
- Piet Mondrian: primeros cuadros «neoplásticos».
- Constant Permeke: La Kermesse (Amberes).
- Oswald Bruce Cooper diseña la tipografía Cooper Black para Barnhart Bros & Spindler.

### 1922
- Ulises de James Joyce.

### 1923
- Francia y Bélgica deciden ocupar la cuenca del Ruhr al no cumplir Alemania con el pago de las indemnizaciones de guerra.
- Fundación del semanario Time en los Estados Unidos.

### 1924
- Primeros Juegos Olímpicos de Invierno en Chamonix (Francia).
- Nacimiento de Metro Goldwyn Mayer.

### 1925
- Lucille Ricksen muere con tan solo 15 años.

### 1926
- 1926-1929: Guerra Cristera en México.
- El campesino de París de Louis Aragon.

### 1928
- Fundación por Josemaría Escrivá de Balaguer del Opus Dei.
- La ópera de los tres centavos de Bertolt Brecht y Kurt Weill.
- 1928-1929: Picasso: esculturas en metal soldado, con la colaboración de Juan Picasso.
- 1928-1940: El Don apacible de Mijaíl Shólojov.

### 1929
- México: Fundación del Partido Nacional Revolucionario, antecesor del Partido Revolucionario Institucional.
- Primeros enfrentamientos entre árabes e israelíes en Palestina.
- El ruido y la furia de William Faulkner.

## Cine
- 1920: El gabinete del doctor Caligari de Robert Wiene.
- 1922: Nosferatu, eine Symphonie des Grauens de Friedrich Wilhelm Murnau.
- 1924: El navegante de Buster Keaton.
- 1925: El acorazado Potemkin de Sergei Eisenstein.
- 1925: Bajo la máscara del placer de Georg Wilhelm Pabst.
- 1925: La quimera del oro de Charles Chaplin.
- 1927: Napoleón de Abel Gance.
- 1927: Metrópolis de Fritz Lang.
- 1928: La pasión de Juana de Arco de Steamboat Willie.
- 1929: El hombre de la cámara de Dziga Vértov.
- 1929: Un perro andaluz de Luis Buñuel.

Principal referencia: 